# 阿拉貢的阿方索
阿拉貢的阿方索王子（義大利語：Alfonso d'Aragona，1481年—1500年8月18日），比謝列公爵、薩萊諾親王，來自特拉斯塔馬拉王朝，是那不勒斯國王阿方索二世與其情婦特羅齊雅·加吉拉的私生子。他的父親阿方索二世是阿拉貢國王斐迪南二世的堂侄，阿方索二世於1495年放棄王位並將王位傳給他的長子斐迪南二世。

## 早年
阿方索接受了完整的全人教育，他的第一位家庭教師是朱尼亞諾·邁奧（Giuniano Maio），接著是佛羅倫斯詩人拉法埃萊·布蘭多里尼（Raffaele Brandolini）。
阿方索從小就參與了襲擊那不勒斯王國的各種危機，1495年，法國佔領期間，他的父親被迫逃亡，並在西西里去世。14歲的阿方索，為此與他的同父異母兄弟斐迪南爭奪王位，他的兄弟雖然最後繼承了王位但在隔年去世。1497年，在阿拉貢王國的控制下，他的叔叔費德里科繼承了王位，阿方索在此時被分配到第一個職責，成為阿布魯佐的中將。

## 婚姻
"他是我在羅馬見過最美麗的青年" - 編尼史家塔里尼（Talini） 
為了加強與那不勒斯的聯繫，教宗亞歷山大六世安排了阿拉貢皇室與波吉亞家族的婚事。阿方索的姐姐，阿拉貢的珊莎已在1494年被許配給教宗最小的兒子喬佛里·波吉亞了。
在教宗的構想理，他期望將他的兒子切薩雷·波吉亞許配給那不勒斯的卡洛塔，那不勒斯的弗雷德里克與薩伏依的安妮的女兒，但卡洛塔並不同意這門婚事。為了安撫教宗的憤怒，弗雷德里克國王最後答應讓時年17歲的阿方索與教宗的女兒，當時18歲並有過一段婚姻的盧克雷齊亞·波吉亞結婚。
1498年7月15日，阿方索隱藏自己的身分進入羅馬，他與盧克雷齊亞的婚禮於7月21日在梵蒂岡舉行，他們的婚禮及慶祝都是不公開的。阿方索獲得比謝列、薩萊諾等領地，盧克雷齊亞則獲得了40,000杜卡特作為嫁妝。作為婚姻協議的一部分，他們必須在婚後待在羅馬至少一年且在教宗死去之前都不能強迫盧克雷齊亞搬去那不勒斯。
根據史學家斐迪南·格雷戈羅維烏斯的描述，年輕的阿方索是個正直且和藹可親的，整個王國從沒出現過這麼英俊的人。
許多的證據皆顯示，盧克雷齊亞是真的很喜歡他。
據說在1499年1月盧克雷齊亞失去了她與阿方索的孩子，但很快的她又懷孕了。
隨著政治情勢的變換，教宗亞歷山大六世尋求與阿方索家族的敵人—法國建立同盟，這個決定促成切薩雷·波吉亞與納瓦拉國王約翰三世的姐姐阿爾布雷特的夏洛特結婚。當法國計畫入侵那不勒斯時阿方索深感受到背叛，並在1499年8月2日丟下他懷孕6個月的妻子離開羅馬。他的逃離激怒了教宗並派遣部隊去追捕他，但是沒有所獲。於此期間，盧克雷齊亞被授予斯波萊托的執政官頭銜，這意味著阿方索變成一個沒有職稱的配偶。
阿方索在逃期間祕密地送信給他的妻子，試圖說服她前去傑納扎諾加入他，但是他與盧克雷齊亞私下書信往來的事最終被發現了，盧克雷齊亞的家人命令她引誘阿方索回到羅馬，之後他們在內皮見面並在1499年9月回到梵蒂岡。
盧克雷齊亞在1499年11月1日產下他們的孩子，與她父親同名的阿拉貢的羅德里哥。

## 謀殺

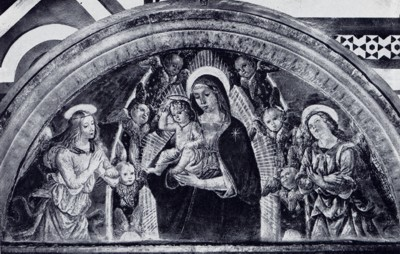
盧克雷齊亞·波吉亞（最左邊）與阿拉貢的羅德里哥（魯克蕾齊亞的右邊）及阿拉貢的阿方索（最右邊）， 1500年繪

在1500年7月15日的傍晚，阿方索在聖伯多祿大殿的入口台階上被數個殺手襲擊，並且被刺中頭部、右手臂和腿，當刺客準備將他帶走時，阿方索的衛兵趕到並將刺客們打跑。阿方索被帶到金碧地利聖母堂療傷，但由於他的病情並不樂觀，之後被帶到波吉亞塔，由他來自那不勒斯的醫生、他的姐姐珊莎以及他的妻子盧克雷齊亞照顧。但8月18日的晚上，阿方索的傷勢尚未復原時，雇傭兵米凱萊托·科雷拉帶著一群武裝男子進入他的房間並宣稱阿方索正在計畫一個對切薩雷·波吉亞有害的陰謀，但珊莎及盧克雷齊亞不相信，立刻前去找亞歷山大六世協助，但她們回來時發現阿方索已被勒死在床上。阿方索的屍體被安置在聖伯多祿大殿的聖母瑪利亞小堂。
在與法國同盟對抗那不勒斯的政治背景上，切薩雷·波吉亞被指控為此次暗殺最有嫌疑的幕後主使者，切薩雷為自己辯護說阿方索試圖在花園中用十字弓射殺他，但沒有很多人相信他的說詞。
另一個可能的兇手是奧爾西尼家族，因為阿方索同情科隆納家族似乎激起了該家族世仇奧爾西尼的不快，並且可能有在1500年7月策畫這裝謀殺的意圖。其中也是被指控參與謀殺的之一的喬萬·瑪麗亞·加吉拉（Giovan Maria Gazzera），他同時也是阿方索的舅舅，在不久後便被神秘的謀殺了。而教宗亞歷山大六世也有可能是此次謀殺的主謀，因為阿方索在1500年5月明確的對教宗撤銷他的姑姑那不勒斯的貝亞特麗切與匈牙利國王馬加什一世的婚姻的表達不滿，但隨著阿方索的死，事實的真相變成了永遠的謎團。
兩年後，魯克蕾齊亞與阿方索一世·埃斯特結婚，為了與他結婚，魯克蕾齊亞必須重新宣稱她是一個處女。因此她被迫與阿拉貢的羅德里哥也就是她與阿方索唯一的孩子永遠地分開。羅德里哥之後被送去給阿方索的姊姊珊莎撫養，並於1512年因為疾病死於巴里。